# Isoetes heldreichii
Isoetes heldreichii là một loài dương xỉ trong họ Isoetaceae. Loài này được Wettst. mô tả khoa học đầu tiên năm 1886.
Danh pháp khoa học của loài này chưa được làm sáng tỏ. 